# Coolidge (Arizona)
Coolidge település az Amerikai Egyesült Államok Arizona államában, Pinal megyében. Lakosainak száma 13 218 fő (2020. április 1.).

## Népesség
A település népességének változása:

| 2010 | 11 825 |
| 2020 | 13 218 |